# 白山神社 (郡上市和良町宮代)
白山神社（はくさんじんじゃ）は、岐阜県郡上市和良町宮代（旧・郡上郡和良村）に鎮座する神社（白山神社）。
宮代白山神社とも称する。

## 概要
本殿内には本地仏として十一面観音菩薩、薬師如来、聖観音菩薩が祀られている。
養老五年（721年）加賀国白山比咩神社から分霊し、三祠堂を建立し創建。泰澄が創建した郡上郡49社の一つである。
1945年（昭和20年）に郷社となり、1975年（昭和50年）に岐阜県神社庁より銀幣社の指定を受ける。

## 主祭神
- 菊理姫命
- 伊弉諾尊
- 伊弉冉尊

## 文化財
郡上市重要文化財
- 女人堂（1995年（平成7年）11月15日指定）
- 鰐口（1968年（昭和43年）11月1日指定）
- カラクリ（猩猩）（1978年（昭和53年）5月15日指定）
- 木造扁額（1995年（平成7年）11月15日指定）
- 懸仏【銅造阿弥陀如来懸仏]】（1995年（平成7年）11月15日指定）
- 陶製狛犬（2003年（平成15年）3月31日指定）
- 棟札（1968年（昭和43年）11月1日指定）

郡上市重要有形民俗文化財
- 幟【菊花紋】（1995年（平成7年）11月15日指定）
- 代参裃【小人用】（1995年（平成7年）11月15日指定）